# Marian Lida
Marian Lida (ur. 24 marca 1928 w Tomaszowie Mazowieckim, zm. 18 stycznia 2002 w Krakowie) – polski kompozytor i dyrygent, wieloletni kierownik artystyczny krakowskiego Teatru Muzycznego i krakowskiej sceny operetkowej, autor ponad 60 realizacji operetek, musicali, a także widowisk muzycznych przeznaczonych dla dzieci.
W latach 1952–1954 kierował orkiestrą Zespołu Pieśni i Tańca Krakowiacy, a w 1960 roku został dyrygentem męskiego chóru akademickiego Uniwersytetu Jagiellońskiego.
Od 1961 roku związany z krakowskim Miejskim Teatrem Muzycznym, najpierw jako dyrygent, później kierownik artystyczny. Od 1 lipca 1995 r. do 1 września 1995 r. tymczasowo pełnił obowiązki dyrektora krakowskiej Opery.
Stworzył muzykę do musicali Miłość szejka (1969) oraz Najpiękniejsza (1972), był także autorem opracowania muzycznego Café pod Minogą (1977), musicalu będącego adaptacją powieści Wiecha.
Jest autorem muzyki do dwóch spektakli muzycznych dla dzieci. Serduszko z lodu (1984) biło rekordy popularności wśród młodszych widzów krakowskiej sceny operetkowej w latach 1984–2002. Spektakl oparty jest na tekstach Anny Świrszczyńskiej, a całość jest adaptacją baśni Królowa Śniegu Hansa Christiana Andersena. Wystawiany był w Krakowie, Gliwicach (1993) i Lublinie (1996). W 1995 w Operetce Śląskiej miała miejsce premiera drugiego utworu dla dzieci – Kopciuszka – adaptacji baśni Braci Grimm.